# Washingtoni Egyetem Tanárképző Főiskola
A Washingtoni Egyetem Tanárképző Főiskolája az intézmény seattle-i campusán működik. Az 1914-ben alapított iskola dékánja Mia Tuan.
A U.S. News & World Report 2021-es rangsora alapján az ország 13. legjobb tanárképző intézménye.

## Története
Az egyetemen 1878 óta folyik tanárképzés. A Tanárképző Intézet 1913. január 21-én, a Tanárképző Főiskola 1914. december 15-én alakult meg.

## Székhely
A főiskola székhelye a Miller épület. Az 1954-ben William Winlock Miller igazgatósági tagról elnevezett létesítmény külső falain Victor Alonzo Lewis alkotásai láthatók, amelyek a tanári pályához köthető személyek (például III. Alexandrosz makedón király és Konfuciusz) arcképeit ábrázolják.

## Nevezetes személyek

### Munkatársak
- Elham Kazemi[7]
- James A. Banks[8]
- John D. Bransford[9]
- John Goodlad[10]
- Kenneth Zeichner[11]

### Hallgatók
- Diana Hess[12]
- Charli Turner Thorne[13]
- Gloria Ladson-Billings[14]

## Fordítás
- Ez a szócikk részben vagy egészben  az   University of Washington School of Education című angol Wikipédia-szócikk ezen változatának fordításán alapul.  Az eredeti cikk szerkesztőit annak laptörténete sorolja fel. Ez a jelzés csupán a megfogalmazás eredetét és a szerzői jogokat jelzi, nem szolgál a cikkben szereplő információk forrásmegjelöléseként.